# Tokugawa Iesato

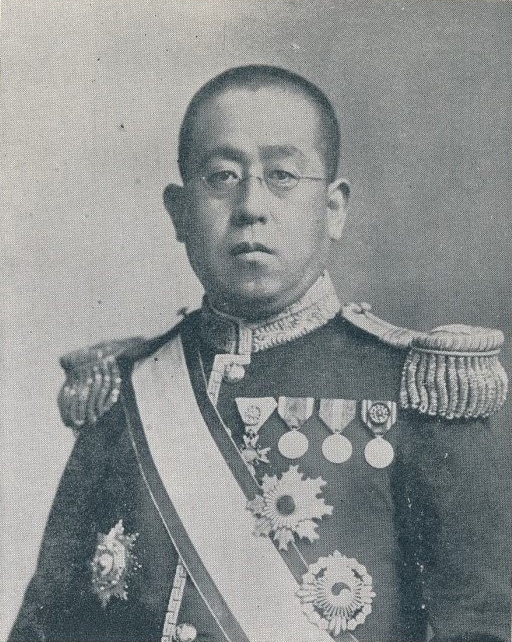
Tokugawa Iesato

Tokugawa Iesato (japanisch 徳川 家達; geboren 24. August 1863 in Edo (Provinz Musashi); gestorben 5. Juni 1940 in der Stadt Tokio, Präfektur Tokio) war ein japanischer Adliger und Politiker, Oberhaupt des Hauses Tokugawa nach deren Sturz in der Meiji-Restauration, der letzte Fürst von Shizuoka und von 1903 bis 1933 Präsident des Herrenhauses.

## Leben und Wirken
Tokugawa Iesato wurde als dritter Sohn des Tokugawa Yoshiyori, Chef des Tayasu-Zweiges, geboren und trat 1865 die Nachfolge als Oberhaupt der Familie an. Als 1868 der Shōgun Tokugawa Yoshinobu sein Amt aufgab, wurde ihm von der neuen Regierung befohlen, als 16. Familienoberhaupt der Tokugawa zu fungieren. Er übernahm das und änderte seinen Namen von ursprünglich „Kamenosuke“ (亀之助) zu „Iesato“. Als Lehen erhielt er das zu diesem Zweck wieder/neu eingerichtete Fürstentum (-han) Sunpu/Suruga-Fuchū, 1869 in Shizuoka umbenannt, aus Territorien in den Provinzen Suruga, Tōtōmi und Mikawa mit einem Gesamtnominaleinkommen von 700.000 Koku. 1869 kam es zur „Rückgabe der han an den Kaiser“, was als „Hanseki hōkan“ (版籍奉還) in die Geschichte eingegangen ist; damit unterwarfen sich die Fürsten und ihre Verwaltungen der neuen Regierung, gleichzeitig wurden die Fürstentümer von der neuen Regierung als solche formalisiert (siehe Fuhanken sanchisei), und die meisten Fürsten und auch Tokugawa durften als han-Gouverneure (知藩事 chihanji) bis zur Abschaffung der Fürstentümer weiterregieren. Bei der Haihan chiken, der Abschaffung von han und Einführung von ken (Präfekturen), 1871 wurde aus dem Fürstentum Shizuoka schließlich die Präfektur (-ken) Shizuoka. 
Von 1877 bis 1882 studierte Tokugawa in England und wurde 1884 Herzog (kōshaku). Mit der Errichtung des Reichstags 1890 wurde er automatisch als Herzog erbliches Mitglied des Oberhauses, 1903 dessen Präsident (gichō) und blieb es für die folgenden 30 Jahre. Nach dem Ersten Weltkrieg wirkte er als bevollmächtigtes Mitglied der Konferenz, die das Washingtoner Flottenabkommen beschloss.
Tokugawa bekleidete verschiedene Ehrenämter, war von 1929 bis zu seinem Tod Präsident des Japanischen Roten Kreuzes, Vorsitzender der 1911 vom Kaiserhof eingerichteten Stiftung Saiseikai (済生会, engrisch „Saiseikai Imperial Gift Foundation“) und Direktor des Kazoku kaikan (華族会館), der Vereinigung der Adeligen.